# Göteborgs Karl Johans distrikt
Göteborgs Karl Johans distrikt är ett distrikt i Göteborgs kommun och Västra Götalands län. 
Distriktet ligger i centrala Göteborg.

## Tidigare administrativ tillhörighet
Distriktet inrättades 2016 och utgörs av en del av det område som före 1971 utgjorde Göteborgs stad.
Området motsvarar den omfattning Göteborgs Karl Johans församling hade vid årsskiftet 1999/2000 och som den fick 1967.